# アース・フォール JIU JITSU
『アース・フォール JIU JITSU』（アース・フォール じゅうじつ、原題：Jiu Jitsu）は、2020年公開のアメリカ合衆国のSFアクション映画。
宇宙からやってきた好戦的なエイリアンに対し、世界最強の格闘家たちが様々な格闘技を駆使して戦う姿を描く。

## あらすじ
ある日突然、彗星とともに好戦的なエイリアンが現れ、地球は危機に見舞われる。それに対し、ワイリーやケウンら人類最強の9人の格闘家たちが立ち向かう。

## キャスト
※ 括弧内は日本語吹替
- ジェイク - アラン・ムーシ（英語版）（岩崎洋介）
- ハリガン - フランク・グリロ（佐々木祐介）
- ワイリー - ニコラス・ケイジ（西垣俊作）
- カルメン - ジュージュー・チャン（英語版）（高宮彩織）
- ケウン - トニー・ジャー（櫻井慎二朗）
- サンド大尉 - リック・ユーン（川端快彰）
- マイラ - マリー・アヴゲロプロス（英語版）（福乃愛）
- テックス - エディ・スティープルズ
- フォーブス - マレセ・クランプ
- ジューン - ジューン・サシトーン
- ビクター - リガン・マチャド
- フランツ - ダン・リズート
- ブラックス - ライアン・タラン

## 評価
レビュー・アグリゲーターのRotten Tomatoesでは47件のレビューで支持率は28%、平均点は3.80/10となった。Metacriticでは12件のレビューを基に加重平均値が27/100となった。